# 세례명
세례명(洗禮名, 영어: Christian name, baptismal name)은 기독교(그리스도교)에서 세례를 받고 기독교인을 기념하며 부여받는 기독교 관련 이름으로 성경의 인물이나 기독교회 역사 인물의 이름이다. '기독교식 이름'이란 의미로 영어로 '크리스찬 네임'(Christian name)이라고도 한다. 서방교회나 동방교회에서 기독교인이 되었음을 기념하며 주는 이름으로 대체로 유아세례 시에 주거나 기독교로 개종하면 세례시에 부여한다. 
전통적인 기독교 문화 지역인 유럽의 서방교회 지역과 동방교회 지역에서는 태어난 아기에게 유아세례를 주며 가족과 부모가 지은 이름과 함께 세례명을 정한다. 기독교가 아시아로 전래되며 유아세례가 아니라 성장 한 이후에 기독교로 개종하는 이들이 세례명을 선택하거나 추천을 받기도 한다. 
대한민국에서 정교회와 천주교, 성공회에는 일반이름과 세례명을 병기하는 관습이 남은 반면, 개신교회 선교 초기에는 성명에 세례명을 병기했으나 점차 토착화가 진행되며 세례명이나 일반 한국식 이름이 같은 성도의 이름으로 여겨 둘 중 하나만 사용한다.

## 기독교 교파별 이해

### 보편교회
4세기에 그리스도교로 개종하는 이들이 세례를 받은 이후 부모가 준 이름과 그리스도교인으로서 이름을 새롭게 부여받기 시작하면서 세례명이 등장하였다. 세례 의식 중에 사제가 세례자의 이름을 부르는 관습이 생기면서, 교회는 세례자에게 성인의 이름을 부여하는 것을 장려하였다. 13세기 이래로 보편화되어 교회법에서도 이를 명하고 있다. 세례 때 새로운 이름을 받는 것은 예수 그리스도 안에서 새롭게 태어남을 의미하며, 이름의 변화가 그 사람의 변화를 말해 주던 성서적 사실에 그 근거를 찾아볼 수도 있다. 예를 들면 구약성경 인물인 아브람이 아브라함(창세 17:5)으로, 신약성경에서 예수의 제자인 시몬이 베드로(마태 16:l8)로, 사울이 바오로로 바뀌었다. 또한 성서에 개인의 이름이 가지는 영적인 중요성이 여러 곳에서 강조되며 개인의 이름이 그 사람에게 부여된 소명과도 연결되어 있었다.
기독교가 점차 보편적인 종교가 되면서 태어날 때부터 유아세례를 받는 기독교 문화가 형성되면서 유럽 지역은 기독교 문화권이 되었고, 가족 이름인 성씨와 부모가 준 이름과 세례명의 세 가지 이름을 갖는 형태가 일반적인 유럽인의 이름으로 정착하면서 세례명은 유럽문화가 되었다. 유아세례를 받으며 부모 이외에도 신앙을 지켜줄 두번째 부모인 대부와 대모 제도가 형성되었고, 친척이나 오랜 친구 중에서 대부나 대모가 되었다. 남자 아이일 경우에는 대부를 여자 아이일 경우에는 대모를 선정하여 세례명을 함께 정하거나 세례시에 함께 하고, 아이가 성장하는 내내 두번째 부모의 역할을 하였다.

### 동방교회
동방교회 전통을 따르는 지역에서는 여전히 유아세례에서 세례명을 확인한다. 부모 이외에 태어난 아기의 신앙을 지켜줄 대부와 대모를 선정하는 전통도 따른다. 15세기 이후부터는 대부모를 선정할 수도 있다. 세례명은 가족들이 대체로 정하며, 대부모나 사제의 추천을 받아 정하기도 한다.
성인이 되어서 동방교회 교단인 동방정교회로 개종하는 경우에도 대부모를 선정하고, 동방교회 전통의 세례명을 선택하고 세례를 받아야 한다.

### 서방교회
서유럽 지역의 서방교회는 유럽 문화권을 유지하며, 성씨와 부모가 준 이름, 세례명을 활용하여 이름을 짓는 문화를 형성하였다. 지금까지도 유럽의 대부분 국가는 이를 바탕으로 이름을 정하며, 기독교인이 아닌 경우에는 세례명을 다른 이름으로 짓기도 한다.

#### 천주교
유아세례를 받지 않은 신자들은 자신의 이름이 가지는 종교적인 중요성에 유의하여, 세례 때 좋아하는 성인의 이름을 택해, 일생 동안 그 성인을 자신의 수호성인으로 특별히 공경하고 보호 받으며 그 품행과 성덕을 본받으려고 노력한다.
또한 천주교회에서 전통적으로 공경하는 성인들 외에도 국가 지역에서 순교한 이들의 이름을 세례명으로 작명할 수 있다.
대한민국의 경우는 대체로 한국식 성명에 세례명을 추가하여 교회 내에서만 사용한다. 공식 성명인 한국식 성명에 세례명을 덧붙이는 방식이다. 순교로써 신앙생활의 모범을 보인 대건 안드레아 (성 김대건 안드레아), 정혜 엘리사벳 (성녀 정정혜 엘리사벳) , 효주 아녜스 (성녀 김효주 아녜스, 천주교 순교자), 하상 바오로 (성 정하상 바오로) 등 한국 천주교회 성인의 이름을 딴 세례명도 있다. 병사로 입대해서 현역병 신분으로 군종신부에게 세례를 받으면 세례를 받기가 바깥 세상에 비해 쉽지만 반면, '양산형 세례명'이 된다. 예를 들면 '1소대는 무조건 마테오로 통일, 2소대는 무조건 다니엘로 통일, 3소대는 무조건 마리오로 통일' 이런 식으로 세례명이 균일하게 되며 이 경우 희귀한 세례명은 받을 수 없다는 문제점이 있다.

#### 개신교
개신교는 유럽과 미주 지역 또는 유럽 문화를 수용한 지역에서는 서방교회 전통의 이름 형태인 성씨와 부모가 준 이름, 세례명을 활용한다. 공교회주의를 따르는 개신교 교단에서는 대부모와 세례명을 중요한 세례예식으로 여기며, 유아세례에서 가족과 함께 대부모의 참석을 권한다. 유아세례를 인정하는 개혁주의 교회에서도 이와 유사하다. 유아세례를 거부하는 교단들에서는 유럽의 이름형태를 따르나 대부모 제도를 활용하지 않는다. 유아세례를 인정하는 교단으로는 루터교회와 성공회교회, 감리교회 등은 대부모와 세례명을 선택할 수 있으며, 개혁교회와 장로교회 등도 선택 가능하다. 세례 방식 중 침수례를 강조하고 유아세례를 인정하지 않는 교단인 침례교회 등은 대부모를 정하지 않으나, 기독교식 이름(크리스찬 네임)을 성명에 넣기도 한다.
대한민국의 경우, '토착화 신학' 사상으로 한국의 문화에 무게를 둔 선교 이해가 등장했고, 
한국식 이름이 기독교 세례명이 된다고 여겼다.   한국식 성명에 기독교식 이름(세례명)을 추가를 서양식 작명제도로 여기며 세례명을 추가하는 제도가 사라졌다. 현재 대한민국의 개신교회는 한국식 성명 방식을 따라 세례명은 추가하지 않으며 세례명을 사용할 경우는 정식 이름으로 사용한다. 19세기 선교 초기에 공교회주의 교단인 감리교회에서는 세례명을 주었으나, 역사 문화적 배경으로 한국식 이름를 강조하며 추가적인 세례명은 사라졌다. 감리교회에서 세례를 받은 한국 최초 여성 의사인 김점동(박에스더)은 에스더라는 세례명을 받았다. 그러나 대한민국의 개신교회는 성씨와 부모가 준 이름에 세례명을 붙이는 유럽식 작명 제도를 불필요한 제도로 인식하기 시작했고, 한국식 이름이 세례명으로 부족하지 않다고 여겼다. 점차 서양식의 세 가지 이름을 만들기 위해 한국식 이름에 세례명을 추가하지 않게 되었다. 기독교로 개종한 이후 세례명으로 개명을 하곤 하였지만, 세례명을 첨가하는 제도는 점차 사라졌다. 현재 대한민국의 개신교회에서는 유아세례에서 아이의 이름을 성경 인물 이름이나 기독교적인 세레명을 정하여 성씨와 함께 공식적인 성명으로 사용하기도 한다. 일반적인 한국식 성씨와 이름 구조의 성명 제도를 따르며 성명 이외에 세례명을 추가적으로 정하지 않는다. 하지만, 개종한 이가 세례명을 요구한다면 정할 수 있는 교단도 있다. 교단 차이는 있지만, 대부모 제도는 남아서 세례 받은 이의 신앙을 지켜줄 후견인을 정하는 제도가 있는 교단도 있다.
예외적으로 대한민국 성공회에서는 한국식 성명에 세례명을 덧붙이는 세례명 제도를 유지한다. 세례명을 신명이라고 한다. 2004년 개정된 성공회기도서에 따르면 성공회에선 종교개혁이전 성공회가 존중하던 성인들과 요한 웨슬레(증거자), 디트리히 본회퍼(루터교회 목사, 순교자, 2018년 기준으로 4월), 마틴 루터 킹(침례교회 목사, 미국의 인권운동가, 2018년 기준으로 4월 5일)처럼 기독교 역사에서 의미를 남긴 분들을 교회력으로써 기억하는데, 성공회 신자들의 신명도 성공회의 전통에 따라 바우로(사도), 베드로(사도), 마르코(복음사가), 요아킴(예수의 외할아버지), 마리아(예수의 어머니), 마르코(복음사가), 세실리아(순교자), 아가타(순교자)등이다. 성공회 신문에서는 사제, 신자를 소개할 때에 이름옆에 신명을 붙여쓴다.

## 대한민국의 세례명

### 남성 세례명의 예(한글순)
| 천주교       | 정교회         | 라틴어                     | 그리스어                    |
| ------------ | -------------- | -------------------------- | --------------------------- |
| 가브리엘     | 가브리엘       | 가브리엘(Gabriel)          | 가브리일(Γαβριήλ )          |
| 그레고리오   | 그리고리오스   | 그레고리우스(Gregorius)    | 게오르기오스(Γεώργιος)      |
| 니콜라오     | 니콜라스       |                            | 니콜라오스(Νικόλαος)        |
| 다니엘       | 다니엘         |                            | 다니일(Δανιήλ)              |
| 다테오       |                |                            | 타다이오스(Θαδδαίος)        |
| 도리노       |                |                            |                             |
| 도미니코     |                | 도미니쿠스(Dominicus)      |                             |
| 라우렌시오   | 라브렌디오스   | 라우렌시우스(Laurentius)   |                             |
| 라파엘       | 라파엘         | 라파엘(Raphael)            | 라파일(Ραφαήλ)              |
| 레오         | 레오           | 레오(Leo)                  |                             |
| 루도비코     |                | 루도비코(Ludovico)         |                             |
| 루카         | 루가           |                            | 루카스(Λουκάς)              |
| 마르코       | 마르코         | 마르쿠스(Marcus)           | 마르코스(Μάρκος)            |
| 마르첼로     |                | 마르첼루스(Marcellus)      |                             |
| 마르첼리노   |                | 마르첼리노                 |                             |
| 마르치아노   |                |                            |                             |
| 마르티노     |                |                            |                             |
| 마태오       | 마태오         | 마태우스(Matthæus)         | 마타이오스(Ματθαῖος)        |
| 마티아       | 마티아         |                            |                             |
| 멜키오르     |                |                            |                             |
| 미카엘       | 미카엘         | 미카엘(Michael)            | 미하일(Μιχαήλ)              |
| 바오로       | 바울로         | 파울루스(Paulus)           | 파울로스(Παυλος)            |
| 베드로       | 베드로         | 페트루스(Petrus)           | 페트로스(Πέτρος)            |
| 베네딕토     |                |                            |                             |
| 비오         |                | 피우스(Pius)               |                             |
| 빅토르       |                |                            |                             |
| 빈첸시오     |                | 빈첸시우스(Vincentius)     |                             |
| 사도 요한    | 사도 요한      |                            | 요안니스(Ιωάννης)           |
| 세례자 요한  | 세례자 요한    |                            | 요안니스(Ιωάννης)           |
| 체칠리오     |                | 카이킬리우스(Cæcilius)     |                             |
| 시몬         | 시몬           |                            | 시메온(Συμεών)              |
| 아나스타시오 | 아나스타시오스 |                            | 아나스타시오스( Ἀναστάσιος) |
| 하드리아노   |                | 하드리아누스(Hadrianus)    | 아드리아노스(Αδριανός)      |
| 아폴로       |                | 아폴로(Apolo)              |                             |
| 안드레아     | 안드레아       |                            | 안드레아스(Ανδρέας)         |
| 안토니오     | 안토니오스     |                            | 안토니오스(Ἀντώνιος)        |
| 암브로시오   | 암브로시오스   |                            |                             |
| 에우프라시오 |                | 에우프라시우스(Euphrasius) |                             |
| 예로니모     |                |                            | 이에로니모스(Ιερώνυμος)     |
| 야고보       | 야고보         |                            | 이아코보스(Ἰάκωβος)         |
| 요나         | 요나           |                            | 요나스(Ιωνάς)               |
| 요셉         | 요셉           | 요세푸스(Josephus)         | 요세프(Ιωσήφ)               |
| 율리오       |                | 율리우스(Julius)           |                             |
| 이냐시오     | 이그나티오스   | 이냐시우스(Ignatius)       | 이그나티오스(Ἰγνάτιος)      |
| 인달레시오   |                |                            |                             |
| 카시오       |                |                            |                             |
| 클레멘스     | 클레멘스       | 클레멘스(Clemens)          |                             |
| 토마스       | 토마           | 토마스(Thomas)             | 토마스(Θωμάς)               |
| 플로렌시오   |                |                            |                             |
| 필립보       | 필립보         |                            | 필립포스(Φίλιππος)          |
| 후고         |                |                            |                             |

### 여성세례명의 예(한글순)
| 천주교     | 정교회     | 라틴어                |
| ---------- | ---------- | --------------------- |
| 가브리엘라 | 가브리엘라 | 가브리엘라(Gabriela)  |
| 그라시아   |            | 그라티아(Gratia)      |
| 라파엘라   | 라파엘라   | 라파엘라(Raphaela)    |
| 리드비나   | 리드비나   | 리브비나(LYDWINA)     |
| 로사       | 로사       | 로사(Rosa)            |
| 루치아     |            | 루키아(Lucia)         |
| 마리아     | 마리아     | 마리아(Maria)         |
| 미카엘라   | 미카엘라   | 미카엘라 (Michaela)   |
| 베레나     | 베레나     | 베레나(Verena)        |
| 보나       | 보나       | 보나(Bona)            |
| 사비나     | 사비나     | 사비나(Sabina)        |
| 체칠리아   | 세실리아   | 카이킬리아(Cæcilia)   |
| 소피아     | 소피아     | 소피아(sophia)        |
| 실비아     | 실비아     |                       |
| 아녜스     | 아그네스   | 아녜스(Agnes)         |
| 아가타     | 아가타     | 아가타(Agatha)        |
| 안젤라     | 안젤라     | 안젤라(Angela)        |
| 에스테르   | 에스델     | 에스테르(Esther)      |
| 엘리사벳   | 엘리사벳   | 엘리사벳(Elisabeth)   |
| 유스티나   | 유스티나   |                       |
| 율리아     | 율리아     | 율리아(Iulia)         |
| 율리아나   | 율리아나   | 율리아나(Iuliana)     |
| 카타리나   | 카타리나   | 카타리나(Catharina)   |
| 크리스티나 | 크리스티나 |                       |
| 클라라     |            | 클라라(Clara)         |
| 테레사     |            | 테레사(Teresa)        |
| 파비올라   |            | 파비올라(Fabiola)     |
| 프란치스카 |            | 프란치스카(Francisca) |
| 헬레나     | 엘레니     | 헬레나(Helena)        |

이외에도 더 많은 세례명들이 현존하고 있다.

## 같이 보기
- 성인
- 천주교